# Liga Europy UEFA (2020/2021)
Liga Europy UEFA 2020/2021 – 50. sezon drugich w hierarchii i pod względem prestiżu międzynarodowych, klubowych rozgrywek piłkarskich federacji zrzeszonych w UEFA, po raz 12. przeprowadzanych pod nazwą Ligi Europy UEFA (wcześniej, jako Puchar UEFA) w formacie wprowadzonym w 2009 roku.
Finał Ligi Europy 2020/2021 został rozegrany na Stadionie Gdańsk 26 maja 2021 roku. Zwycięzca edycji 2020/2021 zakwalifikował się do Ligi Mistrzów w sezonie 2021/2022 oraz rozegrał mecz o Superpuchar Europy. Zwycięzcą został po raz pierwszy w historii Villarreal CF, który pokonał w finale Manchester United 11:10 w serii rzutów karnych (w meczu i po dogrywce padł remis 1:1).
Rozgrywki składały się z 3 części:
- fazy kwalifikacyjnej podzielonej na:
  - ścieżkę ligową (5 rund),
  - ścieżkę mistrzowską (3 rundy),
- fazy grupowej,
- fazy pucharowej.

## Format rozgrywek i podział miejsc
Zachowany został format rozgrywek z poprzedniego sezonu. Miejsca dla federacji zostaną rozdzielane poprzez współczynnik ligowy UEFA z sezonu 2018/19. W edycji 2020/2021 Ligi Europy może wziąć udział 215 zespołów z 55 federacji piłkarskich zrzeszonych w UEFA.
| Lp. | Federacja  | Współ.  | Drużyny |
| --- | ---------- | ------- | ------- |
| 1   | Hiszpania  | 103.569 | 3       |
| 2   | Anglia     | 85.462  | 3       |
| 3   | Włochy     | 74.725  | 3       |
| 4   | Niemcy     | 71.927  | 3       |
| 5   | Francja    | 58.498  | 3       |
| 6   | Rosja      | 50.549  | 3       |
| 7   | Portugalia | 48.232  | 3       |
| 8   | Belgia     | 39.900  | 3       |
| 9   | Ukraina    | 38.900  | 3       |
| 10  | Turcja     | 34.600  | 3       |
| 11  | Holandia   | 32.433  | 3       |
| 12  | Austria    | 31.250  | 3       |
| 13  | Czechy     | 28.675  | 3       |
| 14  | Grecja     | 27.600  | 3       |
| 15  | Chorwacja  | 27.375  | 3       |
| 16  | Dania      | 27.025  | 3       |
| 17  | Szwajcaria | 26.900  | 3       |
| 18  | Cypr       | 24.925  | 3       |
| 19  | Serbia     | 22.250  | 3       |

| Lp. | Federacja          | Współ. | Drużyny |
| --- | ------------------ | ------ | ------- |
| 20  | Szkocja            | 22.125 | 3       |
| 21  | Białoruś           | 21.875 | 3       |
| 22  | Szwecja            | 20.900 | 3       |
| 23  | Norwegia           | 20.200 | 3       |
| 24  | Kazachstan         | 19.250 | 3       |
| 24  | Polska             | 19.250 | 3       |
| 26  | Azerbejdżan        | 19.000 | 3       |
| 27  | Izrael             | 18.625 | 3       |
| 28  | Bułgaria           | 17.500 | 3       |
| 29  | Rumunia            | 15.950 | 3       |
| 30  | Słowacja           | 15.625 | 3       |
| 31  | Słowenia           | 15.000 | 3       |
| 32  | Liechtenstein      | 13.500 | 1       |
| 33  | Węgry              | 10.500 | 3       |
| 34  | Macedonia Północna | 8.000  | 3       |
| 35  | Mołdawia           | 7.750  | 3       |
| 36  | Albania            | 7.500  | 3       |
| 37  | Irlandia           | 7.450  | 3       |

| Lp. | Federacja            | Współ. | Drużyny |
| --- | -------------------- | ------ | ------- |
| 38  | Finlandia            | 7.275  | 3       |
| 39  | Islandia             | 7.250  | 3       |
| 40  | Bośnia i Hercegowina | 7.125  | 3       |
| 41  | Litwa                | 6.750  | 3       |
| 42  | Łotwa                | 5.625  | 3       |
| 43  | Luksemburg           | 5.500  | 3       |
| 44  | Armenia              | 5.250  | 3       |
| 45  | Malta                | 5.125  | 3       |
| 46  | Estonia              | 5.000  | 3       |
| 47  | Gruzja               | 4.750  | 3       |
| 48  | Walia                | 4.125  | 3       |
| 49  | Czarnogóra           | 4.125  | 3       |
| 50  | Wyspy Owcze          | 4.000  | 3       |
| 51  | Gibraltar            | 4.000  | 2       |
| 52  | Irlandia Północna    | 3.875  | 2       |
| 53  | Kosowo               | 2.500  | 2       |
| 54  | Andora               | 1.831  | 2       |
| 55  | San Marino           | 0.666  | 2       |

## Szczegółowy podział miejsc
Poniższa tablica pokazuje listę szczegółowego podziału miejsc
|                                       |                                     | Drużyny rozpoczynające udział | Zwycięzcy poprzedniej rundy                                                                                             | Drużyny przeniesione z Ligi Mistrzów |
| ------------------------------------- | ----------------------------------- | --- | --- | --- |
| Runda wstępna (16 drużyn)             | Runda wstępna (16 drużyn)           | - 6 drużyn – zdobywcy pucharów federacji z miejsc 50–55 - 7 drużyn – wicemistrzowie lig federacji z miejsc 49–55 - 3 drużyny – trzeci zespół lig federacji z miejsc 48–50 | | |
| I runda kwalifikacyjna (94 drużyny)   | I runda kwalifikacyjna (94 drużyny) | - 25 drużyn – zdobywcy pucharów federacji z miejsc 25–49 - 30 drużyn – wicemistrzowie lig federacji z miejsc 18–48 (poza Liechtensteinem) - 31 drużyn – trzeci zespół lig federacji z miejsc 16–47 (poza Liechtensteinem) | - 8 drużyn – zwycięzcy Rundy wstępnej                                                                                   | |
| II runda kwalifikacyjna (94 drużyny)  | ścieżka mistrzowska (20 drużyn)     | | | - 17 drużyn – przegrani I rundy kwalifikacji Ligi Mistrzów - 3 drużyny – przegrani rundy wstępnej kwalifikacji Ligi Mistrzów |
| II runda kwalifikacyjna (94 drużyny)  | ścieżka ligowa (74 drużyn)          | - 7 drużyn – zdobywcy pucharów federacji z miejsc 18–24 - 2 drużyny – wicemistrzowie lig federacji z miejsc 16–17 - 3 drużyny – trzeci zespół lig federacji z miejsc 13–15 - 9 drużyn – czwarty zespół lig federacji z miejsc 7–15 - 2 drużyny – piąty zespół lig federacji z miejsc 5–6 - 4 drużyny – szósty zespół lig federacji z miejsc 1–4 | - 47 drużyn – zwycięzcy I rundy kwalifikacji                                                                            | |
| III runda kwalifikacyjna (72 drużyny) | ścieżka mistrzowska (20 drużyn)     | | - 10 drużyn – zwycięzcy II rundy kwalifikacji w ścieżce mistrzowskiej                                                   | - 10 drużyn – przegrani II rundy kwalifikacji Ligi Mistrzów w ścieżce mistrzowskiej |
| III runda kwalifikacyjna (72 drużyny) | ścieżka ligowa (52 drużyny)         | - 5 drużyn – zdobywcy pucharów federacji z miejsc 13–17 - 6 drużyn – trzeci zespół lig federacji z miejsc 7–12 - 1 drużyna – czwarty zespół ligi federacji z miejsca 6 | - 37 drużyn – zwycięzcy II rundy kwalifikacji w ścieżce ligowej                                                         | - 3 drużyny – przegrani II rundy kwalifikacji Ligi Mistrzów w ścieżce ligowej |
| Runda play-off (42 drużyny)           | ścieżka mistrzowska (16 drużyn)     | | - 10 drużyn – zwycięzcy III rundy kwalifikacji w ścieżce mistrzowskiej                                                  | - 6 drużyn – przegrani III rundy kwalifikacji Ligi Mistrzów w ścieżce mistrzowskiej |
| Runda play-off (42 drużyny)           | ścieżka ligowa (26 drużyn)          | | - 26 drużyn – zwycięzcy III rundy kwalifikacji w ścieżce ligowej                                                        | |
| Faza grupowa (48 drużyn)              | Faza grupowa (48 drużyn)            | - 12 drużyn – zdobywców pucharów federacji z miejsc 1–12 - 1 drużyna – czwarty zespół ligi federacji z miejsca 5 - 4 drużyny – piąty zespół lig federacji z miejsc 1-4 | - 8 drużyny – zwycięzcy rundy play-off w ścieżce mistrzowskiej - 13 drużyn – zwycięzcy rundy play-off w ścieżce ligowej | - 4 drużyny – przegrani rundy play-off Ligi Mistrzów w ścieżce mistrzowskiej - 2 drużyny – przegrani rundy play-off Ligi Mistrzów w ścieżce ligowej - 4 drużyny – przegrani III rundy kwalifikacji Ligi Mistrzów w ścieżce ligowej |
| Faza pucharowa (32 drużyny)           | Faza pucharowa (32 drużyny)         | | - 12 drużyn – zwycięzcy grup w fazie grupowej - 12 drużyn – wicemistrzowie grup w fazie grupowej                        | - 8 drużyn – zdobywcy trzecich miejsc w fazie grupowej Ligi Mistrzów |

## Uczestnicy
Wykaz rundy dla zespołów z danego miejsca w danej lidze
Oznaczenia:
- L2, L3, L4, L5, L6 – drużyny, który zajęły odpowiednie miejsca w ligach krajowych,
- PK – zdobywca pucharu krajowego,
- PL – zdobywca pucharu ligi,
- P-O – drużyny, które awansowały z play-offów w swoich ligach,
- SZ – drużyny, które awansowały poprzez zwycięstwo w sezonie zasadniczym,
- LM4M – drużyny, które przegrały swoje mecze w rundzie play-off Ligi Mistrzów dla mistrzów,
- LM4L – drużyny, które przegrały swoje mecze w rundzie play-off Ligi Mistrzów dla niemistrzów,
- LM3M – drużyny, które przegrały swoje mecze w III rundzie kwalifikacji Ligi Mistrzów dla mistrzów,
- LM3L – drużyny, które przegrały swoje mecze w III rundzie kwalifikacji Ligi Mistrzów dla niemistrzów,
- LM2M – drużyny, które przegrały swoje mecze w II rundzie kwalifikacji Ligi Mistrzów dla mistrzów,
- LM2L – drużyny, które przegrały swoje mecze w II rundzie kwalifikacji Ligi Mistrzów dla niemistrzów,
- LM1 – drużyny, które przegrały swoje mecze w I rundzie kwalifikacji Ligi Mistrzów,
- LM RW – drużyny, które przegrały swoje mecze w rundzie wstępnej kwalifikacji Ligi Mistrzów,
- LM FG – drużyny, które zajęły trzecie miejsca w swoich grupach w fazie grupowej Ligi Mistrzów.

| Faza pucharowa                  | Faza pucharowa                | Faza pucharowa            | Faza pucharowa            |
| ------------------------------- | ----------------------------- | ------------------------- | ------------------------- |
| Red Bull Salzburg (LM FG)       | Olympiakos SFP (LM FG)        | FK Krasnodar (LM FG)      | Dynamo Kijów (LM FG)      |
| Szachtar Donieck (LM FG)        | Ajax (LM FG)                  | Club Brugge (LM FG)       | Manchester United (LM FG) |
| Faza grupowa                    |                               |                           |                           |
| Villarreal CF (L5)              | TSG Hoffenheim (L6)           | Sivasspor (L4)            | PAOK FC (LM4L)            |
| Real Sociedad (L6)              | Lille OSC (L4)                | Feyenoord (L3)            | KAA Gent (LM4L)           |
| Arsenal (PK)                    | OGC Nice (L5)                 | Wolfsberger AC (L3)       | Slavia Praga (LM4M)       |
| Leicester City (L5)             | CSKA Moskwa (L4)              | Sparta Praga (PK)         | Maccabi Tel Awiw (LM4M)   |
| Napoli (PK)                     | SC Braga (L3)                 | SL Benfica (LM3L)         | Omonia Nikozja (LM4M)     |
| Roma (L5)                       | Royal Antwerp (PK)            | AZ Alkmaar (LM3L)         | Molde FK (LM4M)           |
| Bayer Leverkusen (L5)           | Zoria Ługańsk (L3)            | Rapid Wiedeń (LM3L)       |                           |
| Runda play-off                  |                               |                           |                           |
| dla mistrzów                    | dla mistrzów                  | dla niemistrzów           | dla niemistrzów           |
| Dinamo Zagrzeb (LM3M)           | Dynama Brześć (LM3M)          |                           |                           |
| Qarabağ FK (LM3M)               | Łudogorec Razgrad (LM2M)      |                           |                           |
| FK Crvena zvezda (LM3M)         | KF Tirana (LM2M)              |                           |                           |
| BSC Young Boys (LM3M)           |                               |                           |                           |
| III runda kwalifikacyjna        |                               |                           |                           |
| dla mistrzów                    | dla mistrzów                  | dla niemistrzów           | dla niemistrzów           |
| CFR Cluj (LM2M)                 | Legia Warszawa (LM2M)         | FK Rostów (L5)            | HNK Rijeka (PK)           |
| KÍ Klaksvík (LM2M)              | NK Celje (LM2M)               | Sporting CP (L4)          | SønderjyskE (PK)          |
| Celtic (LM2M)                   | FK Sarajevo (LM2M)            | Charleroi (L3)            | FC Sankt Gallen (L2)      |
| Sūduva Mariampol (LM2M)         | Sheriff Tyraspol (LM2M)       | Desna Czernihów (L4)      | Anorthosis Famagusta (L2) |
|                                 |                               | Alanyaspor (L5)           | FK Vojvodina (PK)         |
| PSV Eindhoven (L4)              | Viktoria Pilzno (LM2L)        |                           |                           |
| LASK Linz (L4)                  | Beşiktaş JK (LM2L)            |                           |                           |
| AEK Ateny (L3)                  | Lokomotiva Zagrzeb (LM2L)     |                           |                           |
| II runda kwalifikacyjna         |                               |                           |                           |
| dla mistrzów                    | dla mistrzów                  | dla niemistrzów           | dla niemistrzów           |
| SP Tre Fiori (LM RW)            | Ararat-Armenia (LM1)          | Granada CF (L7)           | Aris FC (L5)              |
| Inter Club d’Escaldes (LM RW)   | Floriana FC (LM1)             | Tottenham Hotspur (L6)    | OFI 1925 (L6)             |
| Drita Gnjilane (LM RW)          | Riga FC (LM1)                 | Milan (L6)                | NK Osijek (L4)            |
| Djurgårdens IF (LM1)            | Siłeks Kratowo (LM1)          | VfL Wolfsburg (L7)        | Hajduk Split (L5)         |
| KR (LM1)                        | Dinamo Tbilisi (LM1)          | Stade de Reims (L6)       | FC Kopenhaga (L2)         |
| Linfield F.C. (LM1)             | FK Astana (LM1)               | Dinamo Moskwa (L6)        | FC Basel (L3)             |
| Fola Esch (LM1)                 | KuPS Kuopio (LM1)             | Rio Ave FC (L5)           | Rangers (L2)              |
| Connah’s Quay Nomads F.C. (LM1) | Flora Tallinn (LM1)           | Standard Liège (L5)       | BATE Borysów (PK)         |
| Europa FC (LM1)                 | Dundalk F.C. (LM1)            | Kołos Kowaliwka (P-O)     | IFK Göteborg (PK)         |
| Budućnost Podgorica (LM1)       | Slovan Bratysława (LM1)       | Galatasaray SK (L6)       | Viking FK (PK)            |
|                                 |                               | Willem II (L5)            | Kajsar Kyzyłorda (PK)     |
| TSV Hartberg (P-O)              |                               |                           |                           |
| FK Jablonec (L3)                |                               |                           |                           |
| Slovan Liberec (P-O)            |                               |                           |                           |
| I runda kwalifikacyjna          |                               |                           |                           |
| Aarhus GF (P-O)                 | Hapoel Beer Szewa (PK)        | Petrocub Hîncești (PK)    | FK Ventspils (L3)         |
| Servette FC (L4)                | Maccabi Hajfa (L2)            | Sfîntul Gheorghe (L2)     | Valmiera FC (L4)          |
| APOEL Nikozja (L3)              | Beitar Jerozolima (L3)        | Dinamo-Auto Tyraspol (L4) | Progrès Niedercorn (L2)   |
| Apollon Limassol (L4)           | Łokomotiw Płowdiw (PK)        | Teuta Durrës (PK)         | FC Differdange 03 (L3)    |
| Partizan Belgrad (L2)           | CSKA Sofia (L2)               | Kukësi (L2)               | Union Titus Pétange (L4)  |
| TSC Bačka Topola (L4)           | Sławia Sofia (P-O)            | KF Laçi (L3)              | Noah Erywań (PK)          |
| Motherwell (L3)                 | FCSB (PK)                     | Shamrock Rovers (PK)      | Alaszkert (L3)            |
| Aberdeen (L4)                   | CS Universitatea Craiova (L2) | Bohemian F.C. (L3)        | Szirak Giumri (L4)        |
| Szachcior Soligorsk (L3)        | FC Botoșani (L4)              | Derry City (L4)           | Valletta FC (L2)          |
| Dynama Mińsk (L4)               | MFK Ružomberok (P-O)          | Tampereen Ilves (PK)      | Hibernians (L3)           |
| Malmö FF (L2)                   | MŠK Žilina (L2)               | Inter Turku (L2)          | Sirens FC (L4)            |
| Hammarby IF (L3)                | DAC Dunajská Streda (L3)      | FC Honka (P-O)            | Tallinna FCI Levadia (L2) |
| FK Bodø/Glimt (L2)              | NŠ Mura (PK)                  | Víkingur Reykjavík (PK)   | Nõmme Kalju (L3)          |
| Rosenborg BK (L3)               | NK Maribor (L2)               | Breiðablik (L2)           | Paide Linnameeskond (L4)  |
| Kajrat Ałmaty (L2)              | Olimpija Lublana (L3)         | FH (L3)                   | Saburtalo Tbilisi (PK)    |
| Ordabasy Szymkent (L3)          | FC Vaduz (PK)                 | FK Željezničar (L2)       | Dinamo Batumi (L2)        |
| Cracovia (PK)                   | Budapest Honvéd FC (PK)       | Zrinjski Mostar (L3)      | Lokomotiwi Tbilisi (L4)   |
| Lech Poznań (L2)                | FC Fehérvár (L2)              | Borac Banja Luka (L4)     | The New Saints F.C. (L2)  |
| Piast Gliwice (L3)              | Puskás Akadémia FC (L3)       | Žalgiris Wilno (L2)       | Bala Town (L3)            |
| Neftçi PFK (L2)                 | Szkendija Tetowo (L3)         | FK Riteriai (L3)          | Sutjeska Nikšić (L2)      |
| Keşlə Baku (L3)                 | FK Renowa (L4)                | Žalgiris Kowno (L4)       |                           |
| Sumqayıt FK (L4)                | KF Shkupi (L5)                | FK RFS (PK)               |                           |
| Runda wstępna                   |                               |                           |                           |
| Barry Town United (L4)          | B36 Tórshavn (L2)             | Glentoran F.C. (PK)       | FC Santa Coloma (L2)      |
| Iskra Danilovgrad (L3)          | NSÍ Runavík (L3)              | Coleraine F.C. (L2)       | UE Engordany (L3)         |
| FK Zeta (L4)                    | St Joseph’s (L2)              | Prishtina (PK)            | SP Tre Penne (L3)         |
| HB Tórshavn (PK)                | Lincoln Red Imps (L3)         | Gjilani (L2)              | SP La Fiorita (L4)        |

## Terminarz
Losowania każdej rundy odbywały się w siedzibie UEFA w Nyonie, w Szwajcarii. Turniej miał się rozpocząć w czerwcu 2020, ale został opóźniony z powodu pandemii COVID-19. Zmiany w kalendarzu fazy kwalifikacyjnej i fazy grupowej zostały omówione i ogłoszone na posiedzeniu Komitetu Wykonawczego UEFA w dniu 17 czerwca 2020.
| Faza           | Runda                         | Data losowania      | Pierwszy mecz                              | Rewanż                                     |
| -------------- | ----------------------------- | ------------------- | ------------------------------------------ | ------------------------------------------ |
| Kwalifikacje   | Runda wstępna                 | 9 sierpnia 2020     | 20 sierpnia 2020                           | 20 sierpnia 2020                           |
| Kwalifikacje   | Pierwsza runda kwalifikacyjna | 10 sierpnia 2020    | 27 sierpnia 2020                           | 27 sierpnia 2020                           |
| Kwalifikacje   | Druga runda kwalifikacyjna    | 31 sierpnia 2020    | 17 września 2020                           | 17 września 2020                           |
| Kwalifikacje   | Trzecia runda kwalifikacyjna  | 1 września 2020     | 24 września 2020                           | 24 września 2020                           |
| Play-off       | Play-off                      | 18 września 2020    | 1 października 2020                        | 1 października 2020                        |
| Faza grupowa   | Kolejka 1                     | 2 października 2020 | 22 października 2020                       | 22 października 2020                       |
| Faza grupowa   | Kolejka 2                     | 2 października 2020 | 29 października 2020                       | 29 października 2020                       |
| Faza grupowa   | Kolejka 3                     | 2 października 2020 | 5 listopada 2020                           | 5 listopada 2020                           |
| Faza grupowa   | Kolejka 4                     | 2 października 2020 | 26 listopada 2020                          | 26 listopada 2020                          |
| Faza grupowa   | Kolejka 5                     | 2 października 2020 | 3 grudnia 2020                             | 3 grudnia 2020                             |
| Faza grupowa   | Kolejka 6                     | 2 października 2020 | 10 grudnia 2020                            | 10 grudnia 2020                            |
| Faza pucharowa | 1/16 finału                   | 14 grudnia 2020     | 18 lutego 2021                             | 25 lutego 2021                             |
| Faza pucharowa | 1/8 finału                    | 26 lutego 2021      | 11 marca 2021                              | 18 marca 2021                              |
| Faza pucharowa | Ćwierćfinały                  | 19 marca 2021       | 8 kwietnia 2021                            | 15 kwietnia 2021                           |
| Faza pucharowa | Półfinały                     | 19 marca 2021       | 29 kwietnia 2021                           | 6 maja 2021                                |
| Faza pucharowa | Finał                         | 19 marca 2021       | 26 maja 2021 na Stadionie Gdańsk w Gdańsku | 26 maja 2021 na Stadionie Gdańsk w Gdańsku |

## Faza kwalifikacyjna

### Runda wstępna
Do startu w rundzie wstępnej kwalifikacji uprawnionych było 16 drużyn, z czego 8 było rozstawionych.
| Drużyna 1        | Wynik        | Drużyna 2         |
| ---------------- | ------------ | ----------------- |
| SP Tre Penne     | 1:3          | Gjilani           |
| Lincoln Red Imps | 3:0 (wo.)    | Prishtina         |
| FC Santa Coloma  | 0:0 (k. 3:4) | Iskra Danilovgrad |
| UE Engordany     | 1:3          | FK Zeta           |
| Glentoran F.C.   | 1:0          | HB Tórshavn       |
| St Joseph’s      | 1:2          | B36 Tórshavn      |
| Coleraine F.C.   | 1:0          | SP La Fiorita     |
| NSÍ Runavík      | 5:1          | Barry Town United |

### I runda kwalifikacyjna
Do startu w I rundzie kwalifikacyjnej uprawnione były 94 drużyny (8 z poprzedniej rundy), z czego 47 było rozstawionych.
| Drużyna 1           | Wynik          | Drużyna 2                |
| ------------------- | -------------- | ------------------------ |
| NK Maribor          | 1:1 (k. 4:5)   | Coleraine F.C.           |
| Olimpija Lublana    | 2:1 (dogr.)    | Víkingur Reykjavík       |
| B36 Tórshavn        | 4:3 (dogr.)    | Tallinna FCI Levadia     |
| FK Riteriai         | 3:2 (dogr.)    | Derry City               |
| Žalgiris Wilno      | 2:0            | Paide Linnameeskond      |
| Budapest Honvéd FC  | 2:1            | Inter Turku              |
| Zrinjski Mostar     | 3:0            | FC Differdange 03        |
| Valletta FC         | 0:1            | Bala Town                |
| Lincoln Red Imps    | 2:0            | Union Titus Pétange      |
| Rosenborg BK        | 4:2            | Breiðablik               |
| Aberdeen            | 6:0            | NSÍ Runavík              |
| Motherwell          | 5:1            | Glentoran F.C.           |
| Hammarby IF         | 3:0            | Puskás Akadémia FC       |
| Malmö FF            | 2:0            | Cracovia                 |
| Kukësi              | 2:1            | Sławia Sofia             |
| FK Ventspils        | 2:1            | Dinamo-Auto Tyraspol     |
| Szachcior Soligorsk | 0:0 (k. 1:4)   | Sfîntul Gheorghe         |
| Dynama Mińsk        | 0:2            | Piast Gliwice            |
| Aarhus GF           | 5:2            | FC Honka                 |
| Shamrock Rovers     | 2:2 (k. 12:11) | Tampereen Ilves          |
| FH                  | 0:2            | DAC Dunajská Streda      |
| The New Saints F.C. | 3:1 (dogr.)    | MŠK Žilina               |
| FC Vaduz            | 0:2            | Hibernians               |
| Servette FC         | 3:0            | MFK Ružomberok           |
| Neftçi PFK          | 2:1            | KF Shkupi                |
| Keşlə Baku          | 0:0 (k. 4:5)   | KF Laçi                  |
| Hapoel Beer Szewa   | 3:0            | Dinamo Batumi            |
| Nõmme Kalju         | 0:4            | NŠ Mura                  |
| FK Bodø/Glimt       | 6:1            | Žalgiris Kowno           |
| FC Fehérvár         | 1:1 (k. 4:2)   | Bohemian F.C.            |
| Apollon Limassol    | 5:1            | Saburtalo Tbilisi        |
| Maccabi Hajfa       | 3:1            | FK Željezničar           |
| Alaszkert           | 0:1            | FK Renowa                |
| Partizan Belgrad    | 1:0            | FK RFS                   |
| Lech Poznań         | 3:0            | Valmiera FC              |
| Ordabasy Szymkent   | 1:2            | FC Botoșani              |
| FCSB                | 3:0            | Szirak Giumri            |
| Progrès Niedercorn  | 3:0            | FK Zeta                  |
| CSKA Sofia          | 2:1            | Sirens FC                |
| Petrocub Hîncești   | 0:2            | TSC Bačka Topola         |
| Sumqayıt FK         | 0:2            | Szkendija Tetowo         |
| Kajrat Ałmaty       | 4:1            | Noah Erywań              |
| Lokomotiwi Tbilisi  | 2:1            | CS Universitatea Craiova |
| Teuta Durrës        | 2:0            | Beitar Jerozolima        |
| Borac Banja Luka    | 1:0            | Sutjeska Nikšić          |
| Iskra Danilovgrad   | 0:1            | Łokomotiw Płowdiw        |
| Gjilani             | 0:2 (dogr.)    | APOEL Nikozja            |

### II runda kwalifikacyjna
Od tej rundy turniej kwalifikacyjny zostanie podzielony na 2 części – ścieżkę mistrzowską i ścieżkę ligową:
- do startu w II rundzie kwalifikacyjnej w ścieżce mistrzowskiej uprawnionych było 20 drużyn (17 z I rundy kwalifikacji Ligi Mistrzów i 3 z rundy wstępnej kwalifikacji Ligi Mistrzów), z czego 17 było rozstawionych;
- do startu w II rundzie kwalifikacyjnej w ścieżce ligowej uprawnione były 72 drużyny (47 z poprzedniej rundy), z czego 36 było rozstawionych.

| Drużyna 1                 | Wynik               | Drużyna 2           |                     |                     |                     |
| Ścieżka mistrzowska       | Ścieżka mistrzowska | Ścieżka mistrzowska | Ścieżka mistrzowska | Ścieżka mistrzowska | Ścieżka mistrzowska |
| ------------------------- | ------------------- | ------------------- | ------------------- | ------------------- | ------------------- |
| Inter Club d’Escaldes     | 0:1                 | Dundalk F.C.        |                     |                     |                     |
| KuPS Kuopio               | 1:1 (k. 4:3)        | Slovan Bratysława   |                     |                     |                     |
| Linfield F.C.             | 0:1                 | Floriana FC         |                     |                     |                     |
| Riga FC                   | 1:0                 | SP Tre Fiori        |                     |                     |                     |
| Djurgårdens IF            | 2:1                 | Europa FC           |                     |                     |                     |
| Flora Tallinn             | 2:1                 | KR                  |                     |                     |                     |
| Siłeks Kratowo            | 0:2                 | Drita Gnjilane      |                     |                     |                     |
| FK Astana                 | 0:1                 | Budućnost Podgorica |                     |                     |                     |
| Ararat-Armenia            | 4:3 (dogr.)         | Fola Esch           |                     |                     |                     |
| Connah’s Quay Nomads F.C. | 0:1                 | Dinamo Tbilisi      |                     |                     |                     |
| Ścieżka ligowa            |                     |                     |                     |                     |                     |
| Hammarby IF               | 0:3                 | Lech Poznań         |                     |                     |                     |
| Kajsar Kyzyłorda          | 1:4                 | APOEL Nikozja       |                     |                     |                     |
| NŠ Mura                   | 3:0                 | Aarhus GF           |                     |                     |                     |
| Maccabi Hajfa             | 2:1                 | Kajrat Ałmaty       |                     |                     |                     |
| Lokomotiwi Tbilisi        | 2:1                 | Dinamo Moskwa       |                     |                     |                     |
| Neftçi PFK                | 1:3                 | Galatasaray SK      |                     |                     |                     |
| B36 Tórshavn              | 2:2 (k. 5:4)        | The New Saints F.C. |                     |                     |                     |
| Coleraine F.C.            | 2:2 (k. 0:3)        | Motherwell          |                     |                     |                     |
| IFK Göteborg              | 1:2                 | FC Kopenhaga        |                     |                     |                     |
| TSC Bačka Topola          | 6:6 (k. 4:5)        | FCSB                |                     |                     |                     |
| Teuta Durrës              | 0:4                 | Granada CF          |                     |                     |                     |
| OFI 1925                  | 0:1                 | Apollon Limassol    |                     |                     |                     |
| Progrès Niedercorn        | 0:5                 | Willem II           |                     |                     |                     |
| Viking FK                 | 0:2                 | Aberdeen            |                     |                     |                     |
| Standard Liège            | 2:0                 | Bala Town           |                     |                     |                     |
| Sfîntul Gheorghe          | 0:1 (dogr.)         | Partizan Belgrad    |                     |                     |                     |
| CSKA Sofia                | 2:0                 | BATE Borysów        |                     |                     |                     |
| FC Botoșani               | 0:1                 | Szkendija Tetowo    |                     |                     |                     |
| Łokomotiw Płowdiw         | 1:2                 | Tottenham Hotspur   |                     |                     |                     |
| KF Laçi                   | 1:2                 | Hapoel Beer Szewa   |                     |                     |                     |
| Aris FC                   | 1:2                 | Kołos Kowaliwka     |                     |                     |                     |
| Budapest Honvéd FC        | 0:2                 | Malmö FF            |                     |                     |                     |
| FK Ventspils              | 1:5                 | Rosenborg BK        |                     |                     |                     |
| FK Riteriai               | 1:5                 | Slovan Liberec      |                     |                     |                     |
| Lincoln Red Imps          | 0:5                 | Rangers             |                     |                     |                     |
| Servette FC               | 0:1                 | Stade de Reims      |                     |                     |                     |
| Borac Banja Luka          | 0:2                 | Rio Ave FC          |                     |                     |                     |
| FK Renowa                 | 0:1                 | Hajduk Split        |                     |                     |                     |
| Olimpija Lublana          | 2:3 (dogr.)         | Zrinjski Mostar     |                     |                     |                     |
| Kukësi                    | 0:4                 | VfL Wolfsburg       |                     |                     |                     |
| DAC Dunajská Streda       | 5:3 (dogr.)         | FK Jablonec         |                     |                     |                     |
| Piast Gliwice             | 3:2                 | TSV Hartberg        |                     |                     |                     |
| NK Osijek                 | 1:2                 | FC Basel            |                     |                     |                     |
| Shamrock Rovers           | 0:2                 | Milan               |                     |                     |                     |
| Hibernians                | 0:1                 | FC Fehérvár         |                     |                     |                     |
| FK Bodø/Glimt             | 3:1                 | Žalgiris Wilno      |                     |                     |                     |

### III runda kwalifikacyjna
W tej rundzie kwalifikacji utrzymany zostanie podział na 2 ścieżki – mistrzowską i ligową:
- do startu w III rundzie kwalifikacyjnej w ścieżce mistrzowskiej uprawnionych było 18 drużyn (10 z poprzedniej rundy i 8 z II rundy kwalifikacji Ligi Mistrzów w ścieżce mistrzowskiej), z czego 8 było rozstawionych;
- do startu w III rundzie kwalifikacyjnej w ścieżce ligowej uprawnione były 52 drużyny (37 z poprzedniej rundy i 3 z II rundy kwalifikacji Ligi Mistrzów w ścieżce ligowej), z było 26 będzie rozstawionych.

| Drużyna 1           | Wynik               | Drużyna 2            |                     |                     |                     |
| Ścieżka mistrzowska | Ścieżka mistrzowska | Ścieżka mistrzowska  | Ścieżka mistrzowska | Ścieżka mistrzowska | Ścieżka mistrzowska |
| ------------------- | ------------------- | -------------------- | ------------------- | ------------------- | ------------------- |
| FK Sarajevo         | 2:1                 | Budućnost Podgorica  |                     |                     |                     |
| Sheriff Tyraspol    | 1:1 (k. 3:5)        | Dundalk F.C.         |                     |                     |                     |
| Ararat-Armenia      | 1:0 (dogr.)         | NK Celje             |                     |                     |                     |
| Riga FC             | 0:1                 | Celtic               |                     |                     |                     |
| KuPS Kuopio         | 2:0                 | Sūduva Mariampol     |                     |                     |                     |
| Legia Warszawa      | 2:0                 | Drita Gnjilane       |                     |                     |                     |
| KÍ Klaksvík         | 6:1                 | Dinamo Tbilisi       |                     |                     |                     |
| Djurgårdens IF      | 0:1                 | CFR Cluj             |                     |                     |                     |
| Floriana FC         | 0:0 (k. 2:4)        | Flora Tallinn        |                     |                     |                     |
| Ścieżka ligowa      |                     |                      |                     |                     |                     |
| NŠ Mura             | 1:5                 | PSV Eindhoven        |                     |                     |                     |
| Malmö FF            | 5:0                 | Lokomotiva Zagrzeb   |                     |                     |                     |
| Sporting CP         | 1:0                 | Aberdeen             |                     |                     |                     |
| Charleroi           | 2:1 (dogr.)         | Partizan Belgrad     |                     |                     |                     |
| Rosenborg BK        | 1:0                 | Alanyaspor           |                     |                     |                     |
| VfL Wolfsburg       | 2:0                 | Desna Czernihów      |                     |                     |                     |
| FC Fehérvár         | 0:0 (k. 4:1)        | Stade de Reims       |                     |                     |                     |
| Granada CF          | 2:0                 | Lokomotiwi Tbilisi   |                     |                     |                     |
| HNK Rijeka          | 2:0 (dogr.)         | Kołos Kowaliwka      |                     |                     |                     |
| FC Sankt Gallen     | 0:1                 | AEK Ateny            |                     |                     |                     |
| LASK Linz           | 7:0                 | DAC Dunajská Streda  |                     |                     |                     |
| Milan               | 3:2                 | FK Bodø/Glimt        |                     |                     |                     |
| Szkendija Tetowo    | 1:3                 | Tottenham Hotspur    |                     |                     |                     |
| Standard Liège      | 2:1 (dogr.)         | FK Vojvodina         |                     |                     |                     |
| FK Rostów           | 1:2                 | Maccabi Hajfa        |                     |                     |                     |
| Willem II           | 0:4                 | Rangers              |                     |                     |                     |
| Apollon Limassol    | 0:5                 | Lech Poznań          |                     |                     |                     |
| Beşiktaş JK         | 1:1 (k. 2:4)        | Rio Ave FC           |                     |                     |                     |
| FCSB                | 0:2                 | Slovan Liberec       |                     |                     |                     |
| Hapoel Beer Szewa   | 3:0                 | Motherwell           |                     |                     |                     |
| FC Kopenhaga        | 3:0                 | Piast Gliwice        |                     |                     |                     |
| FC Basel            | 3:2                 | Anorthosis Famagusta |                     |                     |                     |
| Galatasaray SK      | 2:0                 | Hajduk Split         |                     |                     |                     |
| Viktoria Pilzno     | 3:0                 | SønderjyskE          |                     |                     |                     |
| APOEL Nikozja       | 2:2 (k. 4:2)        | Zrinjski Mostar      |                     |                     |                     |
| CSKA Sofia          | 3:1                 | B36 Tórshavn         |                     |                     |                     |

### Runda play-off
W tej rundzie kwalifikacji utrzymany zostanie podział na 2 ścieżki – mistrzowską i ligową:
- do startu w rundzie play-off uprawnionych będzie 16 drużyn (9 z poprzedniej rundy, 5 z III rundy kwalifikacji Ligi Mistrzów w ścieżce mistrzowskiej oraz 2 z II rundy kwalifikacji Ligi Mistrzów w ścieżce mistrzowskiej), z czego 5 będzie rozstawionych;
- do startu w rundzie play-off w ścieżce ligowej uprawnionych będzie 26 drużyn (wszystkie z poprzedniej rundy), z czego 13 było rozstawionych.

| Drużyna 1           | Wynik               | Drużyna 2           |                     |                     |                     |
| Ścieżka mistrzowska | Ścieżka mistrzowska | Ścieżka mistrzowska | Ścieżka mistrzowska | Ścieżka mistrzowska | Ścieżka mistrzowska |
| ------------------- | ------------------- | ------------------- | ------------------- | ------------------- | ------------------- |
| BSC Young Boys      | 3:0                 | KF Tirana           |                     |                     |                     |
| Dinamo Zagrzeb      | 3:1                 | Flora Tallinn       |                     |                     |                     |
| CFR Cluj            | 3:1                 | KuPS Kuopio         |                     |                     |                     |
| Ararat-Armenia      | 1:2                 | FK Crvena zvezda    |                     |                     |                     |
| Dynama Brześć       | 0:2                 | Łudogorec Razgrad   |                     |                     |                     |
| FK Sarajevo         | 0:1                 | Celtic              |                     |                     |                     |
| Legia Warszawa      | 0:3                 | Qarabağ FK          |                     |                     |                     |
| Dundalk F.C.        | 3:1                 | KÍ Klaksvík         |                     |                     |                     |
| Ścieżka ligowa      |                     |                     |                     |                     |                     |
| Hapoel Beer Szewa   | 1:0                 | Viktoria Pilzno     |                     |                     |                     |
| FC Basel            | 1:3                 | CSKA Sofia          |                     |                     |                     |
| Rio Ave FC          | 2:2 (k. 8:9)        | Milan               |                     |                     |                     |
| Rosenborg BK        | 0:2                 | PSV Eindhoven       |                     |                     |                     |
| Sporting CP         | 1:4                 | LASK Linz           |                     |                     |                     |
| FC Kopenhaga        | 0:1                 | HNK Rijeka          |                     |                     |                     |
| AEK Ateny           | 2:1                 | VfL Wolfsburg       |                     |                     |                     |
| Charleroi           | 1:2                 | Lech Poznań         |                     |                     |                     |
| Malmö FF            | 1:3                 | Granada CF          |                     |                     |                     |
| Tottenham Hotspur   | 7:2                 | Maccabi Hajfa       |                     |                     |                     |
| Slovan Liberec      | 1:0                 | APOEL Nikozja       |                     |                     |                     |
| Standard Liège      | 3:1                 | FC Fehérvár         |                     |                     |                     |
| Rangers             | 2:1                 | Galatasaray SK      |                     |                     |                     |

## Faza grupowa
Do startu w fazie grupowej uprawnionych było 48 drużyn (w tym 21 zwycięzców rundy play-off Ligi Europy, 6 przegranych rundy play-off Ligi Mistrzów i 4 przegranych III rundy kwalifikacji Ligi Mistrzów dla niemistrzów), które rozegrały spotkania systemem każdy z każdym u siebie i na wyjeździe. W trakcie losowania zespoły były rozdzielone na 4 koszyki według współczynnika UEFA, następnie rozlosowane i podzielone na 12 grup po 4 drużyny każda. Do jednej grupy nie mogły trafić drużyny z tego samego koszyka i federacji, a także z powodu napiętej sytuacji politycznej na Ukrainie, zespoły z Rosji i Ukrainy. Losowanie odbyło się 28 sierpnia 2020 roku w Monako.
| Kolory w tabeli grup                             |
| ------------------------------------------------ |
| Zespoły z miejsc 1. i 2. awansują do 1/16 finału |

Zasady ustalania kolejności w tabeli:
1. liczba zdobytych punktów w całej rundzie;
2. liczba punktów zdobyta w meczach bezpośrednich;
3. różnica bramek w meczach bezpośrednich;
4. liczba bramek zdobytych na wyjeździe w meczach bezpośrednich
5. różnica bramek w całej rundzie;
6. liczba zdobytych bramek w całej rundzie;
7. współczynnik drużyny z poprzednich 5 sezonów.

### Grupa A
| Lp. | Drużyna            | M | Z | R | P | Bramki | Bramki | +/– | Pkt |
| --- | ------------------ | - | - | - | - | ------ | ------ | --- | --- |
| 1   | Roma (A)           | 6 | 4 | 1 | 1 | 13     | 5      | +8  | 13  |
| 2   | BSC Young Boys (A) | 6 | 3 | 1 | 2 | 9      | 7      | +2  | 10  |
| 3   | CFR Cluj           | 6 | 1 | 2 | 3 | 4      | 10     | −6  | 5   |
| 4   | CSKA Sofia         | 6 | 1 | 2 | 3 | 3      | 7      | −4  | 5   |

|                | ROM | YBO | CFR | CSS |
| -------------- | --- | --- | --- | --- |
| Roma           | –   | 3:1 | 5:0 | 0:0 |
| BSC Young Boys | 1:2 | –   | 2:1 | 3:0 |
| CFR Cluj       | 0:2 | 1:1 | –   | 0:0 |
| CSKA Sofia     | 3:1 | 0:1 | 0:2 | –   |

### Grupa B
| Lp. | Drużyna      | M | Z | R | P | Bramki | Bramki | +/– | Pkt |
| --- | ------------ | - | - | - | - | ------ | ------ | --- | --- |
| 1   | Arsenal (A)  | 6 | 6 | 0 | 0 | 20     | 5      | +15 | 18  |
| 2   | Molde FK (A) | 6 | 3 | 1 | 2 | 9      | 11     | −2  | 10  |
| 3   | Rapid Wiedeń | 6 | 2 | 1 | 3 | 11     | 13     | −2  | 7   |
| 4   | Dundalk F.C. | 6 | 0 | 0 | 6 | 8      | 19     | −11 | 0   |

|              | ARS | RPD | MOL | DUN |
| ------------ | --- | --- | --- | --- |
| Arsenal      | –   | 4:1 | 4:1 | 3:0 |
| Rapid Wiedeń | 1:2 | –   | 2:2 | 4:3 |
| Molde FK     | 0:3 | 1:0 | –   | 3:1 |
| Dundalk F.C. | 2:4 | 1:3 | 1:2 | –   |

### Grupa C
| Lp. | Drużyna              | M | Z | R | P | Bramki | Bramki | +/– | Pkt |
| --- | -------------------- | - | - | - | - | ------ | ------ | --- | --- |
| 1   | Bayer Leverkusen (A) | 6 | 5 | 0 | 1 | 21     | 8      | +13 | 15  |
| 2   | Slavia Praga (A)     | 6 | 4 | 0 | 2 | 11     | 10     | +1  | 12  |
| 3   | Hapoel Beer Szewa    | 6 | 2 | 0 | 4 | 7      | 13     | −6  | 6   |
| 4   | OGC Nice             | 6 | 1 | 0 | 5 | 8      | 16     | −8  | 3   |

|                   | LEV | SLA | HBS | NIC |
| ----------------- | --- | --- | --- | --- |
| Bayer Leverkusen  | –   | 4:0 | 4:1 | 6:2 |
| Slavia Praga      | 1:0 | –   | 3:0 | 3:2 |
| Hapoel Beer Szewa | 2:4 | 3:1 | –   | 1:0 |
| OGC Nice          | 2:3 | 1:3 | 1:0 | –   |

### Grupa D
| Lp. | Drużyna        | M | Z | R | P | Bramki | Bramki | +/– | Pkt |
| --- | -------------- | - | - | - | - | ------ | ------ | --- | --- |
| 1   | Rangers (A)    | 6 | 4 | 2 | 0 | 13     | 7      | +6  | 14  |
| 2   | SL Benfica (A) | 6 | 3 | 3 | 0 | 18     | 9      | +9  | 12  |
| 3   | Standard Liège | 6 | 1 | 1 | 4 | 7      | 14     | −7  | 4   |
| 4   | Lech Poznań    | 6 | 1 | 0 | 5 | 6      | 14     | −8  | 3   |

|                | BEN | STL | RAN | LPO |
| -------------- | --- | --- | --- | --- |
| SL Benfica     | –   | 3:0 | 3:3 | 4:0 |
| Standard Liège | 2:2 | –   | 0:2 | 2:1 |
| Rangers        | 2:2 | 3:2 | –   | 1:0 |
| Lech Poznań    | 2:4 | 3:1 | 0:2 | –   |

### Grupa E
| Lp. | Drużyna           | M | Z | R | P | Bramki | Bramki | +/– | Pkt |
| --- | ----------------- | - | - | - | - | ------ | ------ | --- | --- |
| 1   | PSV Eindhoven (A) | 6 | 4 | 0 | 2 | 12     | 9      | +3  | 12  |
| 2   | Granada CF (A)    | 6 | 3 | 2 | 1 | 6      | 3      | +3  | 11  |
| 3   | PAOK FC           | 6 | 1 | 3 | 2 | 8      | 7      | +1  | 6   |
| 4   | Omonia Nikozja    | 6 | 1 | 1 | 4 | 5      | 12     | −7  | 4   |

|                | PSV | PAS | GRA | OMN |
| -------------- | --- | --- | --- | --- |
| PSV Eindhoven  | –   | 3:2 | 1:2 | 4:0 |
| PAOK FC        | 4:1 | –   | 0:0 | 1:1 |
| Granada CF     | 0:1 | 0:0 | –   | 2:1 |
| Omonia Nikozja | 1:2 | 2:1 | 0:2 | –   |

### Grupa F
| Lp. | Drużyna           | M | Z | R | P | Bramki | Bramki | +/– | Pkt |
| --- | ----------------- | - | - | - | - | ------ | ------ | --- | --- |
| 1   | Napoli (A)        | 6 | 3 | 2 | 1 | 7      | 4      | +3  | 11  |
| 2   | Real Sociedad (A) | 6 | 2 | 3 | 1 | 5      | 4      | +1  | 9   |
| 3   | AZ Alkmaar        | 6 | 2 | 2 | 2 | 7      | 5      | +2  | 8   |
| 4   | HNK Rijeka        | 6 | 1 | 1 | 4 | 6      | 12     | −6  | 4   |

|               | NAP | RSO | AZ  | RIJ |
| ------------- | --- | --- | --- | --- |
| Napoli        | –   | 1:1 | 0:1 | 2:0 |
| Real Sociedad | 0:1 | –   | 1:0 | 2:2 |
| AZ Alkmaar    | 1:1 | 0:0 | –   | 4:1 |
| HNK Rijeka    | 1:2 | 0:1 | 2:1 | –   |

### Grupa G
| Lp. | Drużyna            | M | Z | R | P | Bramki | Bramki | +/– | Pkt |
| --- | ------------------ | - | - | - | - | ------ | ------ | --- | --- |
| 1   | Leicester City (A) | 6 | 4 | 1 | 1 | 14     | 5      | +9  | 13  |
| 2   | SC Braga (A)       | 6 | 4 | 1 | 1 | 14     | 10     | +4  | 13  |
| 3   | Zoria Ługańsk      | 6 | 2 | 0 | 4 | 6      | 11     | −5  | 6   |
| 4   | AEK Ateny          | 6 | 1 | 0 | 5 | 7      | 15     | −8  | 3   |

|                | BRA | LEI | AEK | ZOR |
| -------------- | --- | --- | --- | --- |
| SC Braga       | –   | 3:3 | 3:0 | 2:0 |
| Leicester City | 4:0 | –   | 2:0 | 3:0 |
| AEK Ateny      | 2:4 | 1:2 | –   | 0:3 |
| Zoria Ługańsk  | 1:2 | 1:0 | 1:4 | –   |

### Grupa H
| Lp. | Drużyna       | M | Z | R | P | Bramki | Bramki | +/– | Pkt |
| --- | ------------- | - | - | - | - | ------ | ------ | --- | --- |
| 1   | Milan (A)     | 6 | 4 | 1 | 1 | 12     | 7      | +5  | 13  |
| 2   | Lille OSC (A) | 6 | 3 | 2 | 1 | 14     | 8      | +6  | 11  |
| 3   | Sparta Praga  | 6 | 2 | 0 | 4 | 10     | 12     | −2  | 6   |
| 4   | Celtic        | 6 | 1 | 1 | 4 | 10     | 19     | −9  | 4   |

|              | CEL | SPA | MIL | LIL |
| ------------ | --- | --- | --- | --- |
| Celtic       | –   | 1:4 | 1:3 | 3:2 |
| Sparta Praga | 4:1 | –   | 0:1 | 1:4 |
| Milan        | 4:2 | 3:0 | –   | 0:3 |
| Lille OSC    | 2:2 | 2:1 | 1:1 | –   |

### Grupa I
| Lp. | Drużyna              | M | Z | R | P | Bramki | Bramki | +/– | Pkt |
| --- | -------------------- | - | - | - | - | ------ | ------ | --- | --- |
| 1   | Villarreal CF (A)    | 6 | 5 | 1 | 0 | 17     | 5      | +12 | 16  |
| 2   | Maccabi Tel Awiw (A) | 6 | 3 | 2 | 1 | 6      | 7      | −1  | 11  |
| 3   | Sivasspor            | 6 | 2 | 0 | 4 | 9      | 11     | −2  | 6   |
| 4   | Qarabağ FK           | 6 | 0 | 1 | 5 | 4      | 13     | −9  | 1   |

|                  | VIL | QAA | MTA | SIV |
| ---------------- | --- | --- | --- | --- |
| Villarreal CF    | –   | 3:0 | 4:0 | 5:3 |
| Qarabağ FK       | 1:3 | –   | 1:1 | 2:3 |
| Maccabi Tel Awiw | 1:1 | 1:0 | –   | 1:0 |
| Sivasspor        | 0:1 | 2:0 | 1:2 | –   |

### Grupa J
| Lp. | Drużyna               | M | Z | R | P | Bramki | Bramki | +/– | Pkt |
| --- | --------------------- | - | - | - | - | ------ | ------ | --- | --- |
| 1   | Tottenham Hotspur (A) | 6 | 4 | 1 | 1 | 15     | 5      | +10 | 13  |
| 2   | Royal Antwerp (A)     | 6 | 4 | 0 | 2 | 8      | 5      | +3  | 12  |
| 3   | LASK Linz             | 6 | 3 | 1 | 2 | 11     | 12     | −1  | 10  |
| 4   | Łudogorec Razgrad     | 6 | 0 | 0 | 6 | 7      | 19     | −12 | 0   |

|                   | TOT | RAZ | LIN | GBA |
| ----------------- | --- | --- | --- | --- |
| Tottenham Hotspur | –   | 4:0 | 3:0 | 2:0 |
| Łudogorec Razgrad | 1:3 | –   | 1:3 | 1:2 |
| LASK Linz         | 3:3 | 4:3 | –   | 0:2 |
| Royal Antwerp     | 1:0 | 3:1 | 0:1 | –   |

### Grupa K
| Lp. | Drużyna            | M | Z | R | P | Bramki | Bramki | +/– | Pkt |
| --- | ------------------ | - | - | - | - | ------ | ------ | --- | --- |
| 1   | Dinamo Zagrzeb (A) | 6 | 4 | 2 | 0 | 9      | 1      | +8  | 14  |
| 2   | Wolfsberger AC (A) | 6 | 3 | 1 | 2 | 7      | 6      | +1  | 10  |
| 3   | Feyenoord          | 6 | 1 | 2 | 3 | 4      | 8      | −4  | 5   |
| 4   | CSKA Moskwa        | 6 | 0 | 3 | 3 | 3      | 8      | −5  | 3   |

|                | CSK | DIN | FEY | WAC |
| -------------- | --- | --- | --- | --- |
| CSKA Moskwa    | –   | 0:0 | 0:0 | 0:1 |
| Dinamo Zagrzeb | 3:1 | –   | 0:0 | 1:0 |
| Feyenoord      | 3:1 | 0:2 | –   | 1:4 |
| Wolfsberger AC | 1:1 | 0:3 | 1:0 | –   |

### Grupa L
| Lp. | Drużyna              | M | Z | R | P | Bramki | Bramki | +/– | Pkt |
| --- | -------------------- | - | - | - | - | ------ | ------ | --- | --- |
| 1   | TSG Hoffenheim (A)   | 6 | 5 | 1 | 0 | 17     | 2      | +15 | 16  |
| 2   | FK Crvena zvezda (A) | 6 | 3 | 2 | 1 | 9      | 4      | +5  | 11  |
| 3   | Slovan Liberec       | 6 | 2 | 1 | 3 | 4      | 13     | −9  | 7   |
| 4   | KAA Gent             | 6 | 0 | 0 | 6 | 4      | 15     | −11 | 0   |

|                  | KAA | CRV | HOF | SLL |
| ---------------- | --- | --- | --- | --- |
| KAA Gent         | –   | 0:2 | 1:4 | 1:2 |
| FK Crvena zvezda | 2:1 | –   | 0:0 | 5:1 |
| TSG Hoffenheim   | 4:1 | 2:0 | –   | 5:0 |
| Slovan Liberec   | 1:0 | 0:0 | 0:2 | –   |

## Faza pucharowa
Do startu w fazie pucharowej uprawnione były 32 drużyny:
- 12 zwycięzców fazy grupowej Ligi Europy,
- 12 drużyn, które zajęły 2. miejsca w fazie grupowej Ligi Europy,
- 8 drużyn, które zajęły 3. miejsca w fazie grupowej Ligi Mistrzów.

Do dalszych etapów turnieju przechodzą zwycięzcy poszczególnych dwumeczów.

### Zakwalifikowane drużyny
Losowanie par 1/16 finału odbyło się 14 grudnia 2020 roku. Zwycięzcy fazy grupowej Ligi Europy oraz 4 najlepsze z zespołów, które zajęły 3. miejsca w fazie grupowej Ligi Mistrzów zostały rozlosowane przeciwko zespołom, które zajęły 2. miejsca w fazie grupowej Ligi Europy oraz pozostałym drużynom, które zajęły 3. miejsca w fazie grupowej Ligi Mistrzów. Drużyny z tych samych federacji oraz grup nie mogły zostać zestawione w jednej parze (dotyczy jedynie 1/16 finału). Z powodu napiętej sytuacji politycznej pomiędzy Rosją i Ukrainą w jednej parze nie mogą zostać zestawione także drużyny z tych krajów.
| Zespoły rozstawione | Zespoły rozstawione | Zespoły rozstawione | Zespoły rozstawione |
| Drużyna             | Gr.                 | Drużyna             | Gr.                 |
| ------------------- | ------------------- | ------------------- | ------------------- |
| Roma                | A                   | Villarreal CF       | I                   |
| Arsenal             | B                   | Tottenham Hotspur   | J                   |
| Bayer Leverkusen    | C                   | Dinamo Zagrzeb      | K                   |
| Rangers             | D                   | TSG Hoffenheim      | L                   |
| PSV Eindhoven       | E                   | Manchester United   | LM                  |
| Napoli              | F                   | Club Brugge         | LM                  |
| Leicester City      | G                   | Szachtar Donieck    | LM                  |
| Milan               | H                   | Ajax                | LM                  |

| Zespoły nierozstawione | Zespoły nierozstawione | Zespoły nierozstawione | Zespoły nierozstawione |
| Drużyna                | Gr.                    | Drużyna                | Gr.                    |
| ---------------------- | ---------------------- | ---------------------- | ---------------------- |
| BSC Young Boys         | A                      | Maccabi Tel Awiw       | I                      |
| Molde FK               | B                      | Royal Antwerp          | J                      |
| Slavia Praga           | C                      | Wolfsberger AC         | K                      |
| SL Benfica             | D                      | FK Crvena zvezda       | L                      |
| Granada CF             | E                      | FK Krasnodar           | LM                     |
| Real Sociedad          | F                      | Red Bull Salzburg      | LM                     |
| SC Braga               | G                      | Dynamo Kijów           | LM                     |
| Lille OSC              | H                      | Olympiakos SFP         | LM                     |

### 1/16 finału
Losowanie par tej rundy odbyło się 14 grudnia 2020 roku. Pierwsze mecze zostały rozegrane 18 lutego, a rewanże 25 lutego 2021.
| Drużyna 1                            | Wynik dwumeczu | Drużyna 2         | Pierwszy mecz | Drugi mecz |
| ------------------------------------ | -------------- | ----------------- | ------------- | ---------- |
| Wolfsberger AC                       | 1:8            | Tottenham Hotspur | 1:4           | 0:4        |
| Dynamo Kijów                         | 2:1            | Club Brugge       | 1:1           | 1:0        |
| Real Sociedad                        | 0:4            | Manchester United | 0:4           | 0:0        |
| SL Benfica                           | 3:4            | Arsenal           | 1:1           | 2:3        |
| FK Crvena zvezda                     | 3:3 (br. wyj.) | Milan             | 2:2           | 1:1        |
| Royal Antwerp                        | 5:9            | Rangers           | 3:4           | 2:5        |
| Slavia Praga                         | 2:0            | Leicester City    | 0:0           | 2:0        |
| Red Bull Salzburg                    | 1:4            | Villarreal CF     | 0:2           | 1:2        |
| SC Braga                             | 1:5            | Roma              | 0:2           | 1:3        |
| FK Krasnodar                         | 2:4            | Dinamo Zagrzeb    | 2:3           | 0:1        |
| BSC Young Boys                       | 6:3            | Bayer Leverkusen  | 4:3           | 2:0        |
| Molde FK                             | 5:3            | TSG Hoffenheim    | 3:3           | 2:0        |
| Granada CF                           | 3:2            | Napoli            | 2:0           | 1:2        |
| Maccabi Tel Awiw                     | 0:3            | Szachtar Donieck  | 0:2           | 0:1        |
| Lille OSC                            | 2:4            | Ajax              | 1:2           | 1:2        |
| Olympiakos SFP                       | 5:4            | PSV Eindhoven     | 4:2           | 1:2        |
| Po lewej gospodarz pierwszego meczu. |                |                   |               |            |

### 1/8 finału
Od tej rundy drużyny rywalizujące ze sobą w parach losowane były niezależnie od kraju z którego pochodzą, a także grupy w której występowały. Losowanie par tej rundy odbyło się 26 lutego 2021 roku. Pierwsze mecze zostały rozegrane 11 marca, a rewanże 18 marca 2021.
| Drużyna 1                            | Wynik dwumeczu | Drużyna 2        | Pierwszy mecz | Drugi mecz  |
| ------------------------------------ | -------------- | ---------------- | ------------- | ----------- |
| Ajax                                 | 5:0            | BSC Young Boys   | 3:0           | 2:0         |
| Dynamo Kijów                         | 0:4            | Villarreal CF    | 0:2           | 0:2         |
| Roma                                 | 5:1            | Szachtar Donieck | 3:0           | 2:1         |
| Olympiakos SFP                       | 2:3            | Arsenal          | 1:3           | 1:0         |
| Tottenham Hotspur                    | 2:3            | Dinamo Zagrzeb   | 2:0           | 0:3 (dogr.) |
| Manchester United                    | 2:1            | Milan            | 1:1           | 1:0         |
| Slavia Praga                         | 3:1            | Rangers          | 1:1           | 2:0         |
| Granada CF                           | 3:2            | Molde FK         | 2:0           | 1:2         |
| Po lewej gospodarz pierwszego meczu. |                |                  |               |             |

### Ćwierćfinały
Losowanie par tej rundy odbyło się 19 marca 2021 roku. Pierwsze mecze zostały rozegrane 8 kwietnia, a rewanże 15 kwietnia 2021.
| Drużyna 1                            | Wynik dwumeczu | Drużyna 2         | Pierwszy mecz | Drugi mecz |
| ------------------------------------ | -------------- | ----------------- | ------------- | ---------- |
| Granada CF                           | 0:4            | Manchester United | 0:2           | 0:2        |
| Arsenal                              | 5:1            | Slavia Praga      | 1:1           | 4:0        |
| Ajax                                 | 2:3            | Roma              | 1:2           | 1:1        |
| Dinamo Zagrzeb                       | 1:3            | Villarreal CF     | 0:1           | 1:2        |
| Po lewej gospodarz pierwszego meczu. |                |                   |               |            |

### Półfinały
Losowanie par tej rundy odbyło się 19 marca 2021 roku. Pierwsze mecze zostały rozegrane 29 kwietnia, a rewanże 6 maja 2021.
| Drużyna 1                            | Wynik dwumeczu | Drużyna 2 | Pierwszy mecz | Drugi mecz |
| ------------------------------------ | -------------- | --------- | ------------- | ---------- |
| Manchester United                    | 8:5            | Roma      | 6:2           | 2:3        |
| Villarreal CF                        | 2:1            | Arsenal   | 2:1           | 0:0        |
| Po lewej gospodarz pierwszego meczu. |                |           |               |            |

### Finał
| 26 maja 2021 21:00 CET | Villarreal CF · Gerard Moreno 29' | 1:1 (Dogr.) k. 11:10(1:0) (1:1) (1:1)Raport | Manchester United · 55' Cavani | Stadion Gdańsk, Gdańsk Widzów: 9 412 Sędzia: Clément Turpin |
| |                                   | |                                |                                                             |
| |                                   | Rzuty karne |                                |                                                             |
| Gerard Moreno · Daniel Raba · Paco Alcácer · Alberto Moreno · Dani Parejo · Moisés Gómez · Raúl Albiol · Francis Coquelin · Mario Gaspar · Pau Torres · Gerónimo Rulli |                                   | Juan Mata · Alex Telles · Bruno Fernandes · Marcus Rashford · Edinson Cavani · Fred · Daniel James · Luke Shaw · Axel Tuanzebe · Victor Lindelöf · David de Gea |                                |                                                             |

| Villarreal CF | Manchester United |

|            | 13 | Gerónimo Rulli    |     |        |
|            | 8  | Juan Foyth        | 84' | 88'    |
|            | 3  | Raúl Albiol (c)   |     |        |
|            | 4  | Pau Torres        |     |        |
|            | 24 | Alfonso Pedraza   |     | 88'    |
|            | 5  | Dani Parejo       |     |        |
|            | 25 | Étienne Capoue    | 54' | 120+3' |
|            | 14 | Manu Trigueros    |     | 77'    |
|            | 7  | Gerard Moreno     |     |        |
|            | 9  | Carlos Bacca      |     | 60'    |
|            | 30 | Yeremi Pino       |     | 77'    |
| Zmiany:    |    |                   |     |        |
|            | 1  | Sergio Asenjo     |     |        |
|            | 2  | Mario Gaspar      |     | 88'    |
|            | 6  | Ramiro Funes Mori |     |        |
|            | 15 | Pervis Estupiñán  |     |        |
|            | 18 | Alberto Moreno    |     | 88'    |
|            | 20 | Rubén Peña        |     |        |
|            | 21 | Jaume Costa       |     |        |
|            | 12 | Daniel Raba       |     | 120+3' |
|            | 19 | Francis Coquelin  |     | 60'    |
|            | 23 | Moisés Gómez      |     | 77'    |
|            | 17 | Paco Alcácer      |     | 77'    |
|            | 34 | Fernando Niño     |     |        |
| Trener:    |    |                   |     |        |
| Unai Emery |    |                   |     |        |

|                     | 1  | David de Gea        |      |        |
|                     | 29 | Aaron Wan-Bissaka   |      | 120+3' |
|                     | 2  | Victor Lindelöf     |      |        |
|                     | 3  | Eric Bailly         | 82'  | 116'   |
|                     | 23 | Luke Shaw           |      |        |
|                     | 6  | Paul Pogba          |      | 116'   |
|                     | 39 | Scott McTominay     |      | 120+3' |
|                     | 11 | Mason Greenwood     |      | 100'   |
|                     | 18 | Bruno Fernandes (c) |      |        |
|                     | 10 | Marcus Rashford     |      |        |
|                     | 7  | Edinson Cavani      | 113' |        |
| Zmiany:             |    |                     |      |        |
|                     | 13 | Lee Grant           |      |        |
|                     | 26 | Dean Henderson      |      |        |
|                     | 5  | Harry Maguire       |      |        |
|                     | 27 | Alex Telles         |      | 120+3' |
|                     | 33 | Brandon Williams    |      |        |
|                     | 38 | Axel Tuanzebe       |      | 116'   |
|                     | 8  | Juan Mata           |      | 120+3' |
|                     | 17 | Fred                |      | 100'   |
|                     | 19 | Amad Diallo         |      |        |
|                     | 21 | Daniel James        |      | 116'   |
|                     | 31 | Nemanja Matić       |      |        |
|                     | 34 | Donny van de Beek   |      |        |
| Trener:             |    |                     |      |        |
| Ole Gunnar Solskjær |    |                     |      |        |

## Klasyfikacja strzelców
Nie wliczono bramek z kwalifikacji i play-off.
| Pozycja | Zawodnik        | Zespół            | Mecze | Bramki | Minuty na boisku |
| ------- | --------------- | ----------------- | ----- | ------ | ---------------- |
| 1.      | Gerard Moreno   | Villarreal CF     | 12    | 7      | 879              |
| 1.      | Pizzi           | SL Benfica        | 8     | 7      | 385              |
| 1.      | Yusuf Yazıcı    | Lille OSC         | 8     | 7      | 625              |
| 1.      | Borja Mayoral   | Roma              | 13    | 7      | 659              |
| 5.      | Nicolas Pépé    | Arsenal           | 13    | 6      | 903              |
| 5.      | Carlos Vinícius | Tottenham Hotspur | 9     | 6      | 499              |
| 5.      | Edinson Cavani  | Manchester United | 5     | 6      | 368              |
| 5.      | Mislav Oršić    | Dinamo Zagrzeb    | 12    | 6      | 976              |
| 5.      | Munis Dabbur    | TSG Hoffenheim    | 7     | 6      | 468              |
| 5.      | Paco Alcácer    | Villarreal CF     | 10    | 6      | 519              |
| 5.      | Edin Džeko      | Roma              | 10    | 6      | 566              |

Źródło: .

### Hat tricki
| Gracz (klub)                    | Spotkanie                          | Rezultat | Runda                  | Data                 |
| ------------------------------- | ---------------------------------- | -------- | ---------------------- | -------------------- |
| Darwin Núñez (SL Benfica)       | SL Benfica – Lech Poznań           | 4:2      | Faza grupowa/1 kolejka | 22 października 2020 |
| Yusuf Yazıcı (Lille OSC)        | Lille OSC – Sparta Praga           | 4:1      | Faza grupowa/1 kolejka | 22 października 2020 |
| Michael Liendl (Wolfsberger AC) | Wolfsberger AC – Feyenoord         | 4:1      | Faza grupowa/2 kolejka | 29 października 2020 |
| Elvis Manu (Łudogorec Razgrad)  | Łudogorec Razgrad – LASK Linz      | 3:4      | Faza grupowa/2 kolejka | 29 października 2020 |
| Yusuf Yazıcı (Lille OSC)        | Lille OSC – Milan                  | 3:0      | Faza grupowa/3 kolejka | 5 listopada 2020     |
| Lukáš Juliš (Sparta Praga)      | Sparta Praga – Celtic              | 4:1      | Faza grupowa/3 kolejka | 5 listopada 2020     |
| Mislav Oršić (Dinamo Zagrzeb)   | Dinamo Zagrzeb – Tottenham Hotspur | 3:0      | 1/8 finału/Rewanż      | 18 marca 2021        |

Źródło: 